# 海烏姆諾縣

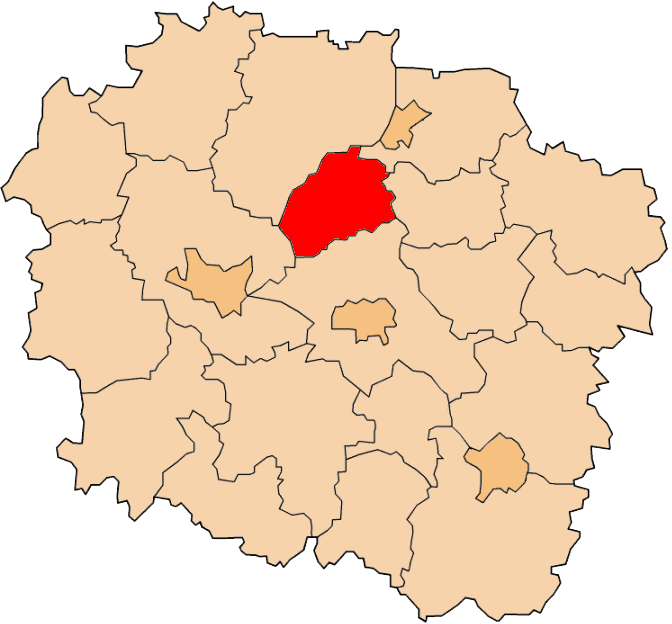

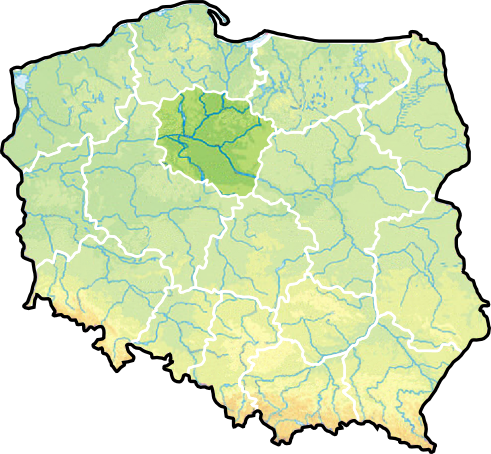

53°21′57″N 18°25′22″E / 53.36583°N 18.42278°E
海烏姆諾縣（波蘭語：Powiat chełmiński），是波蘭的縣份，位於該國中北部，由庫亞維-波美拉尼亞省負責管轄，首府設於海烏姆諾，面積528平方公里，2006年人口51,425，人口密度每平方公里97人。